# Opere di Mattia Preti
Segue un elenco esaustivo, ma comunque incompleto, delle opere del pittore calabrese Mattia Preti (1613-1699).

## Opere a Roma, Napoli e nel resto del sud Italia
| Dipinto | Nome | Anno                       | Tecnica      | Dimensioni               | Ubicazione                                             | Città                 | Note |
| ------- | --- | -------------------------- | ------------ | ------------------------ | ------------------------------------------------------ | --------------------- | --- |
|         | Sant'Antonio Abate | 1628 circa                 | olio su tela | 62×62 cm                 | Collezione privata                                     | Roma                  | |
|         | Sofonisba prende la coppa del veleno                                                                                     | 1630 circa                 | olio su tela | 87×166 cm                | Galleria nazionale                                     | Cosenza               | |
|         | Fuga di Enea da Troia | 1630 circa                 | olio su tela | 86×153 cm                | Palazzo Barberini                                      | Roma                  | |
|         | Battesimo di Sant'Agostino                                                                                               | 1630-1640 circa            | olio su tela | 415×290 cm               | Chiesa di Sant'Agostino                                | Tortoreto             | |
|         | Tributo della moneta | 1635 circa                 | olio su tela | 121×170 cm               | Galleria di Palazzo Corsini                            | Roma                  | |
|         | Concerto | 1635-1639                  | olio su tela | 243×410 cm               | Galleria Doria Pamphilj                                | Roma                  | |
|         | San Pietro paga il tributo                                                                                               | 1640 circa                 | olio su tela | 147×298 cm               | Galleria Doria Pamphilj                                | Roma                  | |
|         | Flagellazione | 1640 circa                 |              |                          | Chiesa di San Giovanni Calibita                        | Roma                  | Sala Capitolare dell'ospedale annesso. Tela eseguita in collaborazione con il fratello Gregorio.                                                                 |
|         | Profeta Elia e la vedova Sarepta                                                                                         | 1641-1642                  | Olio su tela | 431,8×254 cm             | Episcopio                                              | Brindisi              | |
|         | Agar e Ismaele | 1643 ca.                   | olio su tela | 295×192 cm               | Galleria Doria Pamphilj                                | Roma                  | |
|         | Sofonisba prende la coppa di veleno                                                                                      | 1645-1650                  | olio su tela | 197×257 cm               | Galleria Pallavicini                                   | Roma                  | |
|         | Diogene e Pilato | 1649                       | olio su tela | 101×151 cm               | Musei Capitolini                                       | Roma                  | |
|         | Salvator Mundi | 1649-1650                  | olio su tela | 268×203 cm               | Abbazia                                                | San Martino al Cimino | Lato verso dello stendardo |
|         | Elemosina di san Martino                                                                                                 | 1649-1650                  | olio su tela | 268×203 cm               | Abbazia                                                | San Martino al Cimino | Lato recto dello stendardo |
|         | Martirio di Sant'Andrea Apostolo                                                                                         | 1650 circa                 | affresco     |                          | Chiesa di Sant'Andrea della Valle                      | Roma                  | |
|         | Crocifissione di Sant'Andrea                                                                                             | 1650 circa                 | affresco     |                          | Chiesa di Sant'Andrea della Valle                      | Roma                  | |
|         | Sepoltura di Sant'Andrea                                                                                                 | 1650 circa                 | affresco     |                          | Chiesa di Sant'Andrea della Valle                      | Roma                  | |
|         | I quattro evangelisti | 1650?                      | olio su tela | 153x207 cm               | Galleria regionale di Palazzo Abatellis                | Palermo               | Dono del re di Napoli Ferdinando II di Borbone |
|         | Madonna della Lettera | 1650-1656                  | olio su tela | 272x170 cm               | Museo regionale                                        | Messina               | Opera proveniente dall'Oratorio di San Giovanni Decollato |
|         | Resurrezione di Lazzaro                                                                                                  | 1650-1659                  | olio su tela | 202×260 cm               | Palazzo Barberini                                      | Roma                  | |
|         | Visitazione | 1650-1690                  | olio su tela | 230×155 cm               | Quadreria del Pio Monte della Misericordia             | Napoli                | Attribuito |
|         | Noli me tangere | 1650-1690                  | olio su tea  | 230×155 cm               | Quadreria del Pio Monte della Misericordia             | Napoli                | Attribuito |
|         | Cristo tentato da Satana                                                                                                 | 1650-1690                  | olio su tela | 230×155 cm               | Quadreria del Pio Monte della Misericordia             | Napoli                | Attribuito |
|         | Cristo servito dagli Angeli                                                                                              | 1650-1690                  | olio su tela | 230×155 cm               | Quadreria del Pio Monte della Misericordia             | Napoli                | Attribuito |
|         | San Francesco in estasi                                                                                                  | 1650-1690                  | olio su tela | 116×150 cm               | Quadreria del Pio Monte della Misericordia             | Napoli                | Attribuito |
|         | Sant'Antonio e il Bambino Gesù                                                                                           | 1650-1690                  | olio su tela | 116×150 cm               | Quadreria del Pio Monte della Misericordia             | Napoli                | Attribuito |
|         | Giobbe nel letamaio | 1650-1690                  | olio su tela |                          | Museo nazionale d'Abruzzo                              | L'Aquila              | |
|         | Martirio di san Bartolomeo                                                                                               | 1650-1690                  | olio su tela | 203×284 cm               | Museo nazionale d'Abruzzo                              | L'Aquila              | |
|         | Tributo della moneta | 1650-1690 circa            | olio su tela |                          | Museo nazionale d'Abruzzo                              | L'Aquila              | |
|         | Santi Pietro e Paolo | 1651-1652                  | olio su tela | 74×55 cm                 | Museo Civico                                           | Taverna               | |
|         | Elemosina di san Carlo Borromeo                                                                                          | 1652                       | affresco     |                          | Chiesa di San Carlo ai Catinari                        | Roma                  | Controfacciata della chiesa. L'altra scena affrescata nella stessa parete è il San Carlo Borromeo che riceve i missionari barnabiti, eseguito da Gregorio Preti. |
|         | San Nicola di Bari | 1653 circa                 | olio su tela | 217×156 cm               | Museo nazionale di Capodimonte                         | Napoli                | |
|         | Convito di Baldassarre                                                                                                   | 1653-1659                  | olio su tela | 202×297 cm               | Museo nazionale di Capodimonte                         | Napoli                | |
|         | Cristo e l'adultera | metà del XVII secolo       | olio su tela | 85x117 cm                | Galleria regionale di Palazzo Abatellis                | Palermo               | Già nella certosa di San Martino di Napoli, fu donato del re Ferdinando II di Borbone                                                                            |
|         | Cristo e la canarea | metà del XVII secolo       | olio su tela | 85x113 cm                | Galleria regionale di Palazzo Abatellis                | Palermo               | |
|         | Ritorno del figliol prodigo                                                                                              | 1655-1660 circa            | olio su tela | 255×367 cm               | Museo nazionale di Capodimonte                         | Napoli                | |
|         | Ritorno del figliol prodigo                                                                                              | 1656 circa                 | olio su tela | 216×231 cm               | Pinacoteca Civica                                      | Reggio Calabria       | |
|         | Decollazione del Battista                                                                                                | 1656 circa                 | olio su tela | 184×263 cm               | Collezione privata                                     |                       | |
|         | Decollazione del Battista                                                                                                | 1656 circa                 | olio su tela | 184×263 cm               | Convento di San Domenico Maggiore                      | Napoli                | Replica del dipinto precedente |
|         | Giuditta e Oloferne | 1656 circa                 | olio su tela | 186×143 cm               | Museo nazionale di Capodimonte                         | Napoli                | |
|         | San Giovanni Battista | 1656 circa                 | olio su tela | 183×144 cm               | Museo nazionale di Capodimonte                         | Napoli                | |
|         | Cristo scaccia Satana | 1656 circa                 | olio su tela | 234×182 cm               | Museo nazionale di Capodimonte                         | Napoli                | |
|         | Cristo tentato da Satana                                                                                                 | 1656 circa                 | olio su tela | 239×180 cm               | Chiesa della Santissima Annunziata                     | Maddaloni             | Cappella Carafa |
|         | Immacolata Concezione con santi                                                                                          | 1656-1657 circa            | olio su tela | 127×75 cm                | Museo nazionale di Capodimonte                         | Napoli                | Bozzetto degli affreschi votivi per le porte della città |
|         | Immacolata Concezione con santi                                                                                          | 1656-1657 circa            | olio su tela | 127×75 cm                | Museo nazionale di Capodimonte                         | Napoli                | Bozzetto degli affreschi votivi per le porte della città |
|         | Immacolata Concezione con santi                                                                                          | 1656-1657 circa            | affresco     |                          | Porta San Gennaro                                      | Napoli                | Ultimo affresco votivo rimasto di una serie per le sette porte della città                                                                                       |
|         | Madonna di Costantinopoli                                                                                                | 1656                       | olio su tela | 286×196 cm               | Museo nazionale di Capodimonte                         | Napoli                | In deposito dalla chiesa di Sant'Agostino degli Scalzi |
|         | San Pietro e san Paolo si incontrano sulla via del martirio                                                              | 1656 circa                 | olio su tela | 100×125 cm               | Museo civico Gaetano Filangieri                        | Napoli                | |
|         | Convito di Assalonne | 1657 circa                 | olio su tela | 205×294 cm               | Museo nazionale di Capodimonte                         | Napoli                | |
|         | La Madonna con il Bambino e Sante Francescane                                                                            | 1657                       | olio su tela | 350×200 cm               | Basilica di San Lorenzo Maggiore                       | Napoli                | |
|         | Crocifisso adorato da san Francesco                                                                                      | 1657                       | olio su tela | 350×200 cm               | Basilica di San Lorenzo Maggiore                       | Napoli                | |
|         | San Pietro celestino vestito da eremita prende possesso della sede pontificia preceduto da Carlo II d'Angiò con la croce | 1657-1673                  | olio su tela | tondo di diametro 360 cm | Chiesa di San Pietro a Majella                         | Napoli                | Soffitto della navata |
|         | San Pietro celestino sulla Majella in preghiera riceve l'annuncio dall'angelo                                            | 1657-1673                  | olio su tela | 145×400 cm               | Chiesa di San Pietro a Majella                         | Napoli                | Soffitto della navata |
|         | San Pietro celestino in abiti papali viene trasportato in cielo accompagnato da san Benedetto                            | 1657-1673                  | olio su tela | ottagono 370×370 cm      | Chiesa di San Pietro a Majella                         | Napoli                | Soffitto della navata |
|         | San Pietro celestino sulla Majella tentato dal demonio                                                                   | 1657-1673                  | olio su tela | 145×400 cm               | Chiesa di San Pietro a Majella                         | Napoli                | Soffitto della navata |
|         | San Pietro celestino con la tiara in mano, in atto di fare il gran rifiuto                                               | 1657-1673                  | olio su tela | tondo di diametro 360 cm | Chiesa di San Pietro a Majella                         | Napoli                | Soffitto della navata |
|         | Santa Caterina difende la sua fede in disputa con i sofisti                                                              | 1657-1673                  | olio su tela | tondo di diametro 370 cm | Chiesa di San Pietro a Majella                         | Napoli                | Soffitto del transetto |
|         | Sposalizio mistico di santa Caterina                                                                                     | 1657-1673                  | olio su tela | 300×150 cm               | Chiesa di San Pietro a Majella                         | Napoli                | Soffitto del transetto |
|         | Decollazione di santa Caterina davanti al tiranno Massenzio                                                              | 1657-1673                  | olio su tela | ottagono 450×500 cm      | Chiesa di San Pietro a Majella                         | Napoli                | Soffitto del transetto |
|         | Santa Caterina ferita e in prigione assistita dagli angeli                                                               | 1657-1673                  | olio su tela | 300×150 cm               | Chiesa di San Pietro a Majella                         | Napoli                | Soffitto del transetto |
|         | Morte di santa Caterina                                                                                                  | 1657-1673                  | olio su tela | tondo di diametro 370 cm | Chiesa di San Pietro a Majella                         | Napoli                | Soffitto del transetto |
|         | Giudizio di Salomone | 1670-1679                  | olio su tela | 162×232 cm               | Collezione privata in palazzo Serra di Cassano         | Napoli                | |
|         | San Sebastiano | 1657 circa                 | olio su tela | 240×169 cm               | Museo nazionale di Capodimonte                         | Napoli                | |
|         | Maddalena penitente | 1657                       | olio su tela | 74×60 cm                 | Galleria Doria Pamphilj                                | Roma                  | |
|         | San Giovanni Battista | 1657                       | olio su tela | 98,5×76 cm               | Galleria Doria Pamphilj                                | Roma                  | |
|         | Ritorno del figliol prodigo                                                                                              | 1658 circa                 | olio su tela | 206×283 cm               | Palazzo Reale                                          | Napoli                | |
|         | Martirio di Santo Stefano                                                                                                | 1660 circa                 | olio su tela |                          | Chiesa del Carmine                                     | Mazzarino             | Opera trafugata il 20 ottobre 1981. |
|         | San Francesco Saverio | opera documentata nel 1660 |              |                          | Chiesa di San Giovanni di Malta                        | Messina               | |
|         | San Bartolomeo | 1660 circa                 | olio su tela | 134×99 cm                | Galleria nazionale d'arte antica di palazzo Corsini    | Roma                  | |
|         | Allegoria dell'Aria | 1661                       | affresco     |                          | Palazzo Doria Pamphilj                                 | Valmontone            | |
|         | Santissima Trinità | post 1661 circa            | olio su tela | 120×100 cm               | Collezione privata                                     | Rossano               | Collezione Giovanni e Francesco Falco già Marshall collection Londra. Replica della cimasa della pala di San Luca nella chiesa di San Francesco di Valetta.      |
|         | Convito del fariseo |                            |              |                          | Abbazia                                                | Montecassino          | Opera documentata nella cappella del Noviziato |
|         | Santissima Trinità |                            |              |                          | Abbazia                                                | Montecassino          | Opera documentata nella cella di San Benedetto |
|         | Andata al Calvario | 1660-1665 circa            | olio su tela | 210×260 cm               | Museo nazionale di Capodimonte                         | Napoli                | Già in deposito presso palazzo di Montecitorio a Roma |
|         | Cristo e la Samaritana                                                                                                   | 1665 circa                 | olio su tela | 128×40 cm                | Pinacoteca Villa Zito                                  | Palermo               | |
|         | La cena del ricco Epulone                                                                                                | 1665 circa                 | olio su tela | cm 148×200               | Galleria nazionale d'arte antica di Palazzo Barberini  | Roma                  | |
|         | San Giovanni Battista rimprovera Erode                                                                                   | 1665 circa                 | olio su tela | 176,5×256,5 cm           | Collezione privata                                     |                       | |
|         | San Giovanni Battista rimprovera Erode                                                                                   | 1665 circa                 | olio su tela | 176,5×256,5 cm           | Convento di San Domenico Maggiore                      | Napoli                | Replica del dipinto precedente |
|         | San Luca pittore | 1669                       |              |                          | Museo civico al Castello Ursino                        | Catania               | |
|         | Nozze di Cana | 1675 circa                 | olio su tela | 180×220 cm               | Basilica di San Domenico Maggiore                      | Napoli                | Opera custodita nella cappella di San Carlo Borromeo |
|         | Madonna con il Bambino e i Santi Domenico, Caterina da Siena, Carlo Borromeo, Tommaso d’Aquino e Agostino                | 1675 circa                 | olio su tela | 226×173 cm               | Museo civico di Castel Nuovo                           | Napoli                | |
|         | Lapidazione di Santo Stefano                                                                                             | post 1675                  | olio su tela |                          | Chiesa del Carmine                                     | Mazzarino             | |
|         | Cena in casa di Simone                                                                                                   | 1676 circa                 | olio su tela | 180×220 cm               | Basilica di San Domenico Maggiore                      | Napoli                | Opera custodita nella cappella di San Carlo Borromeo |
|         | Miracolo di San Francesco di Paola                                                                                       | 1678 circa                 | olio su tela | 183×127 cm               | Chiesa di San Domenico                                 | Taverna               | |
|         | Madonna col Bambino adorata dai santi Francesco di Paola e Gaetano da Thiene detta Madonna di Loreto                     | 1679 circa                 | olio su tela | 233×160 cm               | Chiesa di Santa Barbara                                | Taverna               | |
|         | Santa Caterina d'Alessandria in prigione                                                                                 | 1680 circa                 | olio su tela | 100×120 cm               | Galleria dell'Accademia                                | Napoli                | Opera in deposito dalla Soprintendenza |
|         | Madonna degli Angeli coi santi Michele e Francesco                                                                       | 1680 circa                 | olio su tela | 269×192 cm               | Museo civico                                           | Taverna               | |
|         | Presentazione di Gesù al Tempio                                                                                          | 1680 circa                 | olio su tela | 202×136 cm               | Chiesa di Santa Barbara                                | Taverna               | |
|         | Trinità coi santi Barbara, Liborio e i martiri Mercurio, Clemente, Eustorgio e Vicario                                   | 1680 circa                 | olio su tela | 202×136 cm               | Chiesa di Santa Barbara                                | Taverna               | |
|         | Visione di san Domenico (detto Cristo fulminante)                                                                        | 1680 circa                 | olio su tela | 372×260 cm               | Chiesa di San Domenico                                 | Taverna               | Altare maggiore |
|         | Crocifissione | 1682-1684 circa            | olio su tela | 233×159 cm               | Chiesa di San Domenico                                 | Taverna               | |
|         | Vergine che consegna lo scapolare a San Simone Stock alla presenza del Beato Franco                                      | 1684                       |              |                          | Basilica santuario di Santa Maria del Carmine Maggiore | Napoli                | |
|         | Adorazione dei pastori                                                                                                   | 1684                       | olio su tela | 180×260 cm               | Chiesa di Santa Maria di Monteverginella               | Napoli                | |
|         | Martirio di san Sebastiano                                                                                               | 1685-1688                  | olio su tela | 77×41 cm                 | Museo civico                                           | Taverna               | |
|         | Gloria di Santa Barbara                                                                                                  | 1688 circa                 | olio su tela | 460×305 cm               | Chiesa di Santa Barbara                                | Taverna               | |
|         | Predica di san Giovanni Battista con l'autoritratto dell'artista                                                         | 1687 circa                 | olio su tela | 290×202 cm               | Chiesa di San Domenico                                 | Taverna               | Cappella Preti |
|         | Dio Padre Benedicente | 1687 circa                 | olio su tela | 76×53 cm                 | Chiesa di San Domenico                                 | Taverna               | |
|         | Martirio di san Pietro da Verona                                                                                         | 1687 circa                 | olio su tela | 290×202 cm               | Chiesa di San Domenico                                 | Taverna               | |
|         | Martirio di san Sebastiano                                                                                               | 1687 circa                 | olio su tela | 272×195 cm               | Chiesa di San Domenico                                 | Taverna               | |
|         | Madonna del Rosario tra i santi Domenico e Caterina da Siena                                                             | 1690 circa                 | olio su tela | 285×230 cm               | Chiesa di San Domenico                                 | Taverna               | |
|         | San Giuliano l'Ospitaliere e San Giovanni Battista                                                                       | 1690 circa                 | olio su tela | 280×170 cm               | Chiesa di Santa Maria dell'Itria                       | Ragusa                | |
|         | Deposizione | 1690 circa                 | olio su tela |                          | Chiesa di San Bartolomeo                               | Scicli                | |
|         | Redentore infante | post 1689                  | olio su tela | 185×112 cm               | Chiesa di San Domenico                                 | Taverna               | |
|         | Martirio di san Girolamo penitente                                                                                       | 1690-1699                  | olio su tela | 157×122 cm               | Museo civico                                           | Taverna               | |
|         | Cristo Deposto | post 1699                  | olio su tela | 95x107 cm                | Museo regionale                                        | Messina               | Attribuito a pittore settecentesco ispiratosi alla pittura del Preti, forse Corrado Giaquinto                                                                    |

## Opere nel centro-nord Italia
| Dipinto | Nome                                                        | Anno            | Tecnica      | Dimensioni   | Ubicazione                                      | Città   | Note |
| ------- | ----------------------------------------------------------- | --------------- | ------------ | ------------ | ----------------------------------------------- | ------- | --- |
|         | Sacrificio di Isacco                                        | 1640 circa      | olio su tela | 120×170 cm   | Galleria nazionale delle Marche                 | Urbino  | |
|         | Convito di Erode                                            | 1675 circa      | olio su tela | 140×206 cm   | Galleria d'Arte Moderna                         | Milano  | |
|         | Concertino                                                  | 1630-1640 circa | olio su tela | 190×90 cm    | Palazzo comunale                                | Alba    | |
|         | Abramo scaccia Agar ed Ismaele                              | 1635-1640 circa | olio su tela | 127×150 cm   | Collezione privata                              | Milano  | |
|         | Omero                                                       | 1636-1638 circa | olio su tela | 102×81 cm    | Gallerie dell'Accademia                         | Venezia | |
|         | Tributo della moneta                                        | 1640 circa      | olio su tela | 103×143 cm   | Pinacoteca di Brera                             | Milano  | |
|         | Sinite parvulos                                             | 1640 circa      | olio su tela | 143×193 cm   | Pinacoteca di Brera                             | Milano  | |
|         | Baccanale                                                   | 1640 circa      | olio su tela |              | Museo Bardini                                   | Firenze | |
|         | La vendetta di Progne                                       | 1645 circa      | olio su tela | 146×199 cm   | Castello dei Pio                                | Carpi   | |
|         | Ripudio di Agar                                             | 1645-1650       | olio su tela |              | Museo civico                                    | Prato   | |
|         | Clorinda libera Olindo e Sofronia dal rogo                  | 1646 circa      | olio su tela | 248×245 cm   | Musei di Strada Nuova-Palazzo Rosso             | Genova  | |
|         | Resurrezione di Lazzaro                                     |                 | olio su tela |              | Musei di Strada Nuova-Palazzo Rosso             | Genova  | |
|         | Gesù appare agli apostoli                                   |                 | olio su tela |              | Musei di Strada Nuova-Palazzo Rosso             | Genova  | |
|         | Carità romana                                               | 1650 circa      | olio su tela | 116×90 cm    | Collezione privata                              | Vignola | |
|         | Sacrificio di Isacco                                        | 1650-1651 circa | olio su tela | 287×207 cm   | Pinacoteca Nazionale                            | Bologna | |
|         | Gloria del Paradiso                                         | 1651-1652       | affresco     |              | Chiesa di San Biagio                            | Modena  | Cupola |
|         | Orchestra di angeli musicanti                               | 1651-1652       | affresco     |              | Chiesa di San Biagio                            | Modena  | Catino absidale e pennacchi |
|         | Vanitas                                                     | 1656 circa      | olio su tela | 93,5×65 cm   | Galleria degli Uffizi                           | Firenze | |
|         | San Nicola di Bari                                          | 1657 circa      | olio su tela | 315×210 cm   | Pinacoteca civica                               | Fano    | |
|         | San Baronto e san Desiderio                                 | 1664 circa      | olio su tela |              | Duomo                                           | Pistoia | |
|         | Canonizzazione di santa Caterina da Siena                   | 1672-1673       | Olio su tela | 485×271 cm   | Basilica di San Domenico                        | Siena   | |
|         | Predica di San Bernardino                                   | 1673            |              |              | Cattedrale metropolitana di Santa Maria Assunta | Siena   | Altare transetto destro |
|         | Discesa dalla croce                                         | 1675 circa      | olio su tela | 179×128 cm   | Collezione De Vito                              | Firenze | |
|         | La regina Tomiri pone la testa di Ciro in un otre di sangue | 1680-1685 circa | olio su tela | 126,5×176 cm | Collezione privata                              | Milano  | |
|         | Sant'Ignazio di Loyola in gloria                            | 1684            |              |              | Chiesa di San Vigilio                           | Siena   | Altare Maggiore |
|         | Autoritratto                                                | 1695 circa      | olio su tela | 99×69 cm     | Galleria degli Uffizi                           | Firenze | Tela commissionata nel 1695 dal principe Ferdinando de’ Medici per donarla due anni dopo a Cosimo III, granduca di Toscana, affinché la includesse nella famosa collezione medicea di autoritratti |

## Opere nel resto del mondo
| Dipinto | Nome                                                             | Anno                       | Tecnica      | Dimensioni      | Ubicazione                                       | Città                      | Note                                       |
| ------- | ---------------------------------------------------------------- | -------------------------- | ------------ | --------------- | ------------------------------------------------ | -------------------------- | ------------------------------------------ |
|         | Familiari di Dario offrono la corona ad Alessandro Magno         | 1642 circa                 | olio su tela | 168×240 cm      | Museo nazionale d'arte della Romania             | Bucarest                   |                                            |
|         | Tobias guarisce la cecità di suo padre                           | 1675-1680                  | olio su tela | 104×132 cm      | Museum of Art                                    | Houston                    |                                            |
|         | Pentimento di Pietro                                             | 1630-1635                  | olio su tela | 122×167 cm      | Musée des Beaux-Arts                             | Carcassonne                |                                            |
|         | Estasi dei Maddalena                                             | 1662                       | olio su tela | ovale 128×96 cm | Musée Granet                                     | Aix-en-Provence            |                                            |
|         | Suonatore di chitarra                                            |                            | olio su tela |                 | Musée Granet                                     | Aix-en-Provence            |                                            |
|         | Concerto                                                         | 1630 circa                 | olio su tela | 110×147 cm      | Ermitage                                         | San Pietroburgo            |                                            |
|         | Concerto                                                         | 1630-1640 circa            | olio su tela | 107×145 cm      | Museo Thyssen-Bornemisza                         | Madrid                     |                                            |
|         | Concerto                                                         | 1630-1640 circa            | olio su tela | 108×147 cm      | Collezione privata                               |                            |                                            |
|         | Chiamata di san Matteo                                           | 1630-1640 circa            | olio su tela | 104×164 cm      | Kunsthistorisches Museum                         | Vienna                     |                                            |
|         | Partita a carte                                                  | 1630-1640 circa            | olio su tela | 109×147 cm      | Collezione privata                               |                            |                                            |
|         | Gioco della dama                                                 | 1630-1640 circa            | olio su tela | 109×144 cm      | Ashmolean Museum                                 | Oxford                     |                                            |
|         | Salomè riceve la testa del Battista                              | 1630-1640 circa            | olio su tela | 120×171,5 cm    | Ringling Museum of Art                           | Sarasota                   |                                            |
|         | Trionfo di Sileno                                                | 1635 circa                 | olio su tela | 125×270 cm      | Musée des Beaux-Arts                             | Tours                      |                                            |
|         | Giocatori di dadi                                                | 1635 circa                 | olio su tela | 89×124 cm       | Museo nazionale                                  | Cracovia                   |                                            |
|         | Mosè sul monte Sinai                                             | 1635-1640 circa            | olio su tela | 124×280 cm      | Musée Fabre                                      | Montpellier                |                                            |
|         | Salomone offre incenso agli dèi pagani                           | 1635-1640                  | olio su tela | 204×318 cm      | Collezione privata                               |                            |                                            |
|         | Scena di pestilenza                                              | 1638-1640 circa            | olio su tela | 87,5×137,5 cm   | Collezione privata                               |                            |                                            |
|         | Scena di pestilenza                                              | 1638-1640 circa            | olio su tela | 83,5×137,5 cm   | Collezione privata                               |                            |                                            |
|         | Cristo e l'adultera                                              | 1640 circa                 | olio su tela | 143,8×191,8 cm  | Art Museum                                       | Saint Louis                |                                            |
|         | Decapitazione di San Giovanni Battisia                           | 1640 circa                 | olio su tela | 135×97 cm       | Galleria nazionale d'Irlanda                     | Dublino                    |                                            |
|         | Perdono di san Giovanni Cristosomo                               | 1640 circa                 | olio su tela | 243,8×189,2 cm  | Art Museum                                       | Cincinnati                 |                                            |
|         | Maria e Giuseppe in visita a Elisabetta e Zaccaria               | 1640 circa                 | olio su tela | 120×170 cm      | Museum of Art                                    | Virginia                   | In collaborazione con il fratello Gregorio |
|         | Imperatrice Faustina visita santa Caterina in carcere            | 1640-1643 circa            | olio su tela | 167,5×100 cm    | Institute of Art                                 | Dayton                     |                                            |
|         | Gesù tra i dottori della legge                                   | 1640-1645 circa            | olio su tela | 135×120 cm      | Musée des Beaux-Arts                             | Nîmes                      |                                            |
|         | Morte di Catone                                                  | 1640-1645 circa            | olio su tela | 210×117 cm      | Collezione privata                               |                            |                                            |
|         | Crocifissione di san Pietro                                      | 1642 circa                 | olio su tela | 336×242 cm      | Museo di Grenoble                                | Grenoble                   |                                            |
|         | Tomiri immerge la testa di Ciro in un otre di sangue             | 1644 circa                 | olio su tela | 174×213 cm      | Musée du Louvre                                  | Parigi                     |                                            |
|         | Sant'Elena adora la vera croce con santa Lucia e Maria Maddalena | 1644-1645 circa            | olio su tela |                 |                                                  | Ubicazione ignota          |                                            |
|         | Adorazione dei pastori                                           | 1645 circa                 | olio su tela | 148,5×197 cm    | Museo Nazionale                                  | Varsavia                   |                                            |
|         | Liberazione di San Pietro                                        | 1650 circa                 | olio su tea  | 205×226 cm      | Gemäldegalerie Alte Meister                      | Dresda                     |                                            |
|         | Ritorno del figliol prodigo                                      | 1650 circa                 | olio su tela | 203×261 cm      | Musée de Tessé                                   | Le Mans                    |                                            |
|         | Crocifissione di sant'Andrea                                     | 1651 circa                 | olio su tela | 133×97 cm       | Art Gallery of South Australia                   | Adelaide                   |                                            |
|         | Sacra Famiglia                                                   | 1653 circa                 | olio su tela |                 | Blanton Museum of Art                            | Austin                     |                                            |
|         | Adorazione dei Magi                                              | 1653-1655 circa            | olio su tela | 171,9×229,6 cm  | Holkham Hall                                     | Wells-next-the-Sea         |                                            |
|         | Santa Veronica                                                   | 1655-1660 circa            | olio su tela | 100×75 cm       | County Museum of Art                             | Los Angeles                |                                            |
|         | Nozze di Cana                                                    | 1655 circa                 | olio su tela | 203×226 cm      | National Gallery                                 | Londra                     |                                            |
|         | Banchetto di Erode                                               | 1655 circa                 | olio su tela | 179,5×260,5 cm  | Museumslandschaft Hessen                         | Kassel                     |                                            |
|         | Martirio di San Bartolomeo                                       | 1655-1656                  | olio su tela | 194,4×192,9 cm  | Currier Gallery of Art                           | Manchester (New Hampshire) |                                            |
|         | Adorazione dei Magi                                              | 1655-1660 circa            | olio su tela | 145×194 cm      | Collezione privata                               | Ubicazione ignota          |                                            |
|         | Banchetto di Erode                                               | 1656-1661 circa            | olio su tela | 177,8×252 cm    | Museum of Art                                    | Toledo                     |                                            |
|         | Ecce Homo                                                        | 1656-1666                  | olio su tela | 205×259 cm      | Musée Conde                                      | Chantilly                  |                                            |
|         | Cristo e la Cananea                                              | 1656 circa                 | olio su tela | 213×178 cm      | Staatsgalerie                                    | Stoccarda                  |                                            |
|         | Martirio di san Paolo                                            | 1656-1659 circa            | olio su tela | 179,5×187 cm    | Museum of Fine Arts                              | Houston                    |                                            |
|         | San Paolo Eremita                                                | 1656-1660 circa            | olio su tela | 233×181 cm      | Art Gallery of Ontario                           | Toronto                    |                                            |
|         | Incredulità di Tommaso                                           | 1656-1660 circa            | olio su tela | 187×145,5 cm    | Kunsthistorisches Museum                         | Vienna                     |                                            |
|         | Giuditta con la testa di Oloferne                                | 1656-1661 circa            | olio su tela | 194,5×144 cm    | Wallraf-Richartz Museum                          | Colonia                    |                                            |
|         | Festa di Assalonne                                               | 1656-1661 circa            | olio su tela | 183×282 cm      | National Gallery of Canada                       | Ottawa                     |                                            |
|         | Crocifissione di san Pietro                                      | 1656-1659                  | olio su tela | 194,5×194,3 cm  | Barber Institute of Fine Arts                    | Birmingham                 |                                            |
|         | Martirio di santa Caterina                                       | 1657-1659 circa            | olio su tela | 100,5×75 cm     | Blanton Museum of Art                            | Austin                     |                                            |
|         | Cristo in gloria                                                 | 1660 circa                 | olio su tela | 220×253 cm      | Museo del Prado                                  | Madrid                     |                                            |
|         | Cristo davanti a Erode                                           | 1660 circa                 | olio su tela | 263×209 cm      | Chiesa parrocchiale di San Martino               | Preganziol                 |                                            |
|         | San Paolo Eremita                                                | 1660 circa                 | olio su tela | 103×72 cm       | Museum of Art                                    | Cleveland                  |                                            |
|         | Ritratto di Martin de Redin cavaliere di Malta                   | 1660 circa                 | olio su tela | 92×73 cm        | Art Institute                                    | Chicago                    |                                            |
|         | Clorinda salva Sofronia e Olindo                                 | 1660 circa                 | olio su tela | 178,4×231,8 cm  | Getty Museum                                     | Los Angeles                |                                            |
|         | Giuditta mostra la testa di Oloferne agli ebrei                  | 1660 circa                 | olio su tela | 239×318 cm      | Musée des Beaux Arts                             | Chambery                   |                                            |
|         | San Paolo eremita                                                | 1660-1675                  | olio su tela | 125×101 cm      | Museo nazionale d'arte della Catalogna           | Barcellona                 |                                            |
|         | Adorazione dei pastori                                           | 1660-1699                  | olio su tela | 227,4×298 cm    | Walker Art Gallery                               | Liverpool                  |                                            |
|         | Giobbe visitato dagli amici                                      | 1665 circa                 | olio su tela | 243×378         | Museo reale delle belle arti del Belgio          | Bruxelles                  |                                            |
|         | Ragazzo turco che taglia un blocco di tabacco                    | 1660 circa                 | olio su tela |                 | Metropolitan Museum of Art                       | New York                   |                                            |
|         | Strage degli innocenti                                           | 1660-1670 circa            | olio su tela | 145×212 cm      | Collezione privata                               |                            |                                            |
|         | Dionisio Seragoseno                                              | documentata nel 1662 circa |              |                 |                                                  |                            |                                            |
|         | Sofonisba che prende il veleno                                   | documentata nel 1662 circa |              | 127×175 cm      | Collezione privata                               |                            |                                            |
|         | Rachele                                                          | documentata nel 1662 circa |              |                 |                                                  |                            |                                            |
|         | San Giovanni Battista rimprovera Erode                           | 1662-1666 circa            | olio su tela | 140×202 cm      | Museo de Bellas Artes                            | Siviglia                   |                                            |
|         | Pilato si lava le mani                                           | 1663 circa                 | olio su tela | 206×184 cm      | Metropolitan Museum of Art                       | New York                   |                                            |
|         | Predica di san Giovanni Battista                                 | 1665 circa                 | olio su tela | 217×170 cm      | Fine Arts Museums                                | San Francisco              |                                            |
|         | Liberazione di san Pietro                                        | 1666 circa                 | olio su tela | 131×301 cm      | Gemäldegalerie der Akademie der bildenden Künste | Vienna                     |                                            |
|         | Belisario riceve l'elemosina                                     | 1665-1669                  | olio su tela | 152×198 cm      | Museo Boijmans Van Beuningen                     | Rotterdam                  |                                            |
|         | Sofonisba riceve il veleno                                       | 1670 circa                 | olio su tela | 198×174 cm      | Musée des Beaux-Arts                             | Lione                      |                                            |
|         | Suicidio di Didone                                               | 1675 circa                 | olio su tela | 247×209 cm      | Museo di belle arti                              | Chambéry                   |                                            |
|         | San Paolo eremita                                                | 1675 circa                 | olio su tela |                 | Museo nazionale d'arte antica                    | Lisbona                    | Attribuito                                 |
|         | Sinite parvulos                                                  | 1680-1685                  | olio su tela |                 | Bob Jones University                             | Greenville                 |                                            |
|         | Morte di Cleopatra                                               | 1680-1685 circa            | olio su tela | 112×93 cm       | Wallraf-Richartz Museum                          | Colonia                    |                                            |

## Opere a Malta (1661-1699)
| Dipinto | Nome | Anno       | Tecnica             | Dimensioni   | Ubicazione                                                                             | Città        | Note |
| ------- | --- | ---------- | ------------------- | ------------ | -------------------------------------------------------------------------------------- | ------------ | --- |
|         | San Francesco Saverio | 1658       | olio su tela        |              | Concattedrale di San Giovanni                                                          | La Valletta  | Cappella di San Giorgio |
|         | San Firmino | 1658       | olio su tela        |              | Concattedrale di San Giovanni                                                          | La Valletta  | Cappella di San Giorgio |
|         | San Giorgio e il drago | 1658 circa | olio su tela        | 275×207 cm   | Concattedrale di San Giovanni                                                          | La Valletta  | Cappella di San Giorgio |
|         | Incontro di San Lorenzo con Sisto II condotto al martirio | 1661 circa | affresco lunetta    |              | Concattedrale di San Giovanni                                                          | La Valletta  | Cappella di San Giorgio |
|         | Martirio di San Lorenzo | 1661 circa | affresco lunetta    |              | Concattedrale di San Giovanni                                                          | La Valletta  | Cappella di San Giorgio |
|         | San Giacomo Apostolo |            | olio su tela        |              | Concattedrale di San Giovanni                                                          | La Valletta  | Cappella di San Giacomo |
|         | San Giacomo che scaccia i Mori dalla Spagna |            | affresco lunetta    |              | Concattedrale di San Giovanni                                                          | La Valletta  | Cappella di San Giacomo |
|         | San Giacomo inginocchiato ai piedi della Madonna del Pilar |            | affresco lunetta    |              | Concattedrale di San Giovanni                                                          | La Valletta  | Cappella di San Giacomo |
|         | Sposalizio mistico di Santa Caterina | 1670 circa | olio su tela        |              | Concattedrale di San Giovanni                                                          | La Valletta  | Cappella di Santa Caterina |
|         | Conversione di San Paolo sulla Via di Damasco |            | olio su tela        |              | Concattedrale di San Giovanni                                                          | La Valletta  | Cappella di San Paolo |
|         | San Michele Arcangelo |            | olio su tela        |              | Concattedrale di San Giovanni                                                          | La Valletta  | Cappella di San Michele Arcangelo                                                                                               |
|         | Natività della Vergine |            | affresco lunetta    |              | Concattedrale di San Giovanni                                                          | La Valletta  | Cappella della Madonna di Filermo                                                                                               |
|         | Trionfo dell'Ordine di San Giovanni | 1662-1666  | olio su globigerina |              | Concattedrale di San Giovanni                                                          | La Valletta  | Lunettone della controfacciata; episodio della serie sulle Storie di Giovanni Battista                                          |
|         | Sant'Elisabetta e San Zaccaria | 1662-1666  | olio su globigerina |              | Concattedrale di San Giovanni                                                          | La Valletta  | Arcata prossima alla controfacciata                                                                                             |
|         | Nascita di San Giovanni Battista / Visitazione della Beata Vergine a Sant'Elisabetta / Zaccaria incensa l'Arca del Testamento e Angelo annunciante la nascita di San Giovanni Battista | 1662-1666  | olio su globigerina |              | Concattedrale di San Giovanni                                                          | La Valletta  | Prima arcata della volta della navata; n. 3 episodi sulle Storie di Giovanni Battista                                           |
|         | San Giovanni predica nel deserto / Annuncio della decollazione e Tramortimento di Santa Elisabetta / San Giovanni fanciullo nel deserto e motto Ecce Agnvs Dei                         | 1662-1666  | olio su globigerina |              | Concattedrale di San Giovanni                                                          | La Valletta  | Seconda arcata della volta della navata; n. 3 episodi sulle Storie di Giovanni Battista                                         |
|         | San Giovanni battezza Gesù nel fiume Giordano / Padre Eterno e motto Hic est Filius meus dilectus / San Giovanni predica agli Ebrei la penitenza                                       | 1662-1666  | olio su globigerina |              | Concattedrale di San Giovanni                                                          | La Valletta  | Terza arcata della volta della navata; n. 3 episodi sulle Storie di Giovanni Battista                                           |
|         | I soldati di Erode catturano San Giovanni / San Giovanni insegna i principii della Sacra Religione Gerosolimitana / Missione di San Giovanni e motto Non sum ego Christus              | 1662-1666  | olio su globigerina |              | Concattedrale di San Giovanni                                                          | La Valletta  | Quarta arcata della volta della navata; n. 3 episodi sulle Storie di Giovanni Battista                                          |
|         | La carcerazione del Battista e La visita di due discepoli / Angelo e la testa del Precursore / Erode, Erodiade e San Giovanni e motto «Non licet tibi habere uxorem fratis tui»        | 1662-1666  | olio su globigerina |              | Concattedrale di San Giovanni                                                          | La Valletta  | Quinta arcata della volta della navata; n. 3 episodi sulle Storie di Giovanni Battista                                          |
|         | La danza di Salomè / La Decollazione del Battista | 1662-1666  | olio su globigerina |              | Concattedrale di San Giovanni                                                          | La Valletta  | Arcata prossima all'abside |
|         | Santissima Trinità e San Giovanni Battista con lo stendardo dell'Ordine | 1662-1666  | olio su globigerina |              | Concattedrale di San Giovanni                                                          | La Valletta  | Calotta absidale dell'altare maggiore; episodio Storie di Giovanni Battista                                                     |
|         | Gran Maestro Nicolas Cottoner |            | olio su tela        |              | Concattedrale di San Giovanni                                                          | La Valletta  | Sacrestia maggiore |
|         | Santi Cosma e Damiano |            | olio su tela        |              | Concattedrale di San Giovanni                                                          | La Valletta  | Sacrestia maggiore |
|         | Hecce Homo | 1683       | olio su tela        |              | Concattedrale di San Giovanni                                                          | La Valletta  | Soffitto dell'oratorio della Decollazione                                                                                       |
|         | Incoronazione di spine | 1683       | olio su tela        |              | Concattedrale di San Giovanni                                                          | La Valletta  | Soffitto dell'oratorio della Decollazione                                                                                       |
|         | Crocefissione | 1683       | olio su tela        |              | Concattedrale di San Giovanni                                                          | La Valletta  | Soffitto dell'oratorio della Decollazione                                                                                       |
|         | San Giovanni Battista e l'Agnello di Dio |            | affresco            |              | Concattedrale di San Giovanni                                                          | La Valletta  | Lato destro dell'altare dell'oratorio della Decollazione                                                                        |
|         | Orazione all'orto |            | ovale               |              | Concattedrale di San Giovanni                                                          | La Valletta  | Altare dell'oratorio della Decollazione                                                                                         |
|         | Flagellazione alla colonna |            | ovale               |              | Concattedrale di San Giovanni                                                          | La Valletta  | Altare dell'oratorio della Decollazione                                                                                         |
|         | Gloria della Beata Vergine con Santa Flora e Sante Vergini |            | affresco            |              | Concattedrale di San Giovanni                                                          | La Valletta  | Altare dell'oratorio della Decollazione                                                                                         |
|         | Santa Ubaldesca |            |                     |              | Concattedrale di San Giovanni                                                          | La Valletta  | Oratorio della Decollazione |
|         | Beato Giorlando d'Alemagna cavaliere |            |                     |              | Concattedrale di San Giovanni                                                          | La Valletta  | Oratorio della Decollazione |
|         | Beato Gerardo Mecatti da Villamagna |            |                     |              | Concattedrale di San Giovanni                                                          | La Valletta  | Oratorio della Decollazione |
|         | Beato Gerardo dal Tonco |            |                     |              | Concattedrale di San Giovanni                                                          | La Valletta  | Oratorio della Decollazione |
|         | Badessa Agnese gentildonna romana |            |                     |              | Concattedrale di San Giovanni                                                          | La Valletta  | Oratorio della Decollazione |
|         | Beati Gerardo e Ruggiero rettori dell'Ordine gerosolimitano prostrati davanti a San Giovanni Battista                                                                                  |            |                     |              | Concattedrale di San Giovanni                                                          | La Valletta  | Oratorio della Decollazione |
|         | Beato Gerardo rettore attua atti di carità |            |                     |              | Concattedrale di San Giovanni                                                          | La Valletta  | Oratorio della Decollazione |
|         | Sant'Ugo fa scaturire acqua dalla roccia |            |                     |              | Concattedrale di San Giovanni                                                          | La Valletta  | Oratorio della Decollazione |
|         | San Nicasio Martire |            |                     |              | Concattedrale di San Giovanni                                                          | La Valletta  | Oratorio della Decollazione |
|         | Santa Toscana Veronese orante |            |                     |              | Concattedrale di San Giovanni                                                          | La Valletta  | Oratorio della Decollazione |
|         | Santo al servizio degli ammalati |            |                     |              | Concattedrale di San Giovanni                                                          | La Valletta  | Oratorio della Decollazione |
|         | Santo orante dinanzi al Crocifisso |            |                     |              | Concattedrale di San Giovanni                                                          | La Valletta  | Oratorio della Decollazione |
|         | Santa Monaca guarisce un paralitico |            |                     |              | Concattedrale di San Giovanni                                                          | La Valletta  | Oratorio della Decollazione |
|         | Miracolo della conversione dell'acqua in vino per la consacrazione |            |                     |              | Concattedrale di San Giovanni                                                          | La Valletta  | Oratorio della Decollazione |
|         | San Nicola di Tolentino orante per le anime del Purgatorio |            |                     |              | Chiesa di San Agostino                                                                 | La Valletta  | |
|         | Anime Purganti |            | olio su tela        |              | Chiesa delle Anime Purganti                                                            | La Valletta  | Altare maggiore |
|         | San Gregorio Papa orante per le anime purganti |            | olio su tela        |              | Chiesa delle Anime Purganti                                                            | La Valletta  | |
|         | Davide Profeta e i simboli delle anime purganti |            | olio su tela        |              | Chiesa delle Anime Purganti                                                            | La Valletta  | |
|         | Martirio di Santa Caterina | 1659       | olio su tela        |              | Chiesa di Santa Caterina d'Alessandria                                                 | La Valletta  | |
|         | Sposalizio mistico di Santa Caterina | 1670 circa | olio su tela        |              | Chiesa di Santa Caterina d'Alessandria                                                 | La Valletta  | Trasferito nell'Albergo d'Italia e in seguito sull'altare maggiore della cappella d'Italia nella concattedrale di San Giovanni. |
|         | Cicli | 1670 circa | affreschi           |              | Chiesa di Santa Caterina d'Alessandria                                                 | La Valletta  | Cupola centrale e cupoletta del presbiterio                                                                                     |
|         | Prigionia di San Pietro |            | olio su tela        |              | Chiesa della Circoncisione di Nostro Signore della Compagnia di Gesù                   | La Valletta  | Altare della Cappella di San Pietro                                                                                             |
|         | Decollazione di San Paolo |            | affresco            |              | Chiesa della Circoncisione di Nostro Signore della Compagnia di Gesù                   | La Valletta  | Cappella di San Pietro |
|         | Incontro di San Pietro e San Paolo durante la conduzione al martirio |            | affresco            |              | Chiesa della Circoncisione di Nostro Signore della Compagnia di Gesù                   | La Valletta  | Lunetta della Cappella di San Pietro                                                                                            |
|         | San Pietro Martire |            | olio su tela        |              | Chiesa di San Domenico e convento dell'Ordine dei predicatori                          | La Valletta  | |
|         | Concezione della Beata Vergine Maria |            | affresco            |              | Chiesa di San Francesco d'Assisi del convento dell'Ordine dei frati minori conventuali | La Valletta  | Volta |
|         | San Francesco d'Assisi |            | olio su tela        |              | Chiesa di San Francesco d'Assisi del convento dell'Ordine dei frati minori conventuali | La Valletta  | Volta |
|         | Stimmate di San Francesco |            | affresco            |              | Chiesa di San Francesco d'Assisi del convento dell'Ordine dei frati minori conventuali | La Valletta  | Altare maggiore |
|         | San Pietro |            | olio su tela        |              | Chiesa di San Francesco d'Assisi del convento dell'Ordine dei frati minori conventuali | La Valletta  | Lato dell'altare maggiore |
|         | San Paolo |            | olio su tela        |              | Chiesa di San Francesco d'Assisi del convento dell'Ordine dei frati minori conventuali | La Valletta  | Lato dell'altare maggiore |
|         | Padre Eterno |            | affresco            |              | Chiesa di San Francesco d'Assisi del convento dell'Ordine dei frati minori conventuali | La Valletta  | Controfacciata |
|         | Padre Eterno |            | olio su tela        |              | Chiesa di San Francesco d'Assisi del convento dell'Ordine dei frati minori conventuali | La Valletta  | Controfacciata |
|         | San Luca Evangelista che dipinge la Vergine con il Bambino | 1671       | olio su tela        |              | Chiesa di San Francesco d'Assisi del convento dell'Ordine dei frati minori conventuali | La Valletta  | Controfacciata |
|         | Miracolo della resurrezione dell'ucciso |            | olio su tela        |              | Chiesa di San Francesco d'Assisi del convento dell'Ordine dei frati minori conventuali | La Valletta  | Controfacciata |
|         | San Gregorio taumaturgo porge il ritratto del gran maestro Gregorio Carafa alla Vergine e Sant'Anna                                                                                    |            | olio su tela        |              | Chiesa di San Francesco d'Assisi del convento dell'Ordine dei frati minori conventuali | La Valletta  | |
|         | Santissima Trinità |            | olio su tela        |              | Chiesa di San Francesco d'Assisi del convento dell'Ordine dei frati minori conventuali | La Valletta  | Quadrone altare maggiore |
|         | Madonna della Porziuncola |            | olio su tela        |              | Chiesa di San Francesco d'Assisi del convento dell'Ordine dei frati minori conventuali | La Valletta  | |
|         | Martirio di Sant'Orsola | 1678 circa | olio su tela        |              | Chiesa di Sant'Orsola dell'Ordine di San Giovanni di Gerusalemme                       | La Valletta  | |
|         | San Michele Arcangelo |            |                     |              | Collegiata di San Paolo Naufrago                                                       | La Valletta  | |
|         | Sant'Angelo Carmelitano |            |                     |              | Chiesa del convento dell'Ordine carmelitano                                            | La Valletta  | |
|         | Sant'Alberto Carmelitano |            |                     |              | Chiesa del convento dell'Ordine carmelitano                                            | La Valletta  | |
|         | Nostra Signora del Pilar |            | olio su tela        |              | Chiesa del convento dell'Ordine carmelitano                                            | La Valletta  | Sacrestia |
|         | San Nicola |            |                     |              | Chiesa di San Nicola al Forte Ricasoli                                                 | La Valletta  | |
|         | Apparizione della Madonna del Pilar a San Giacomo Apostolo |            |                     |              | Basilica della Madonna del Carmelo                                                     | La Valletta  | |
|         | San Giovanni Battista con tabarda recante lo stemma dell'Ordine dei Cavalieri di Malta                                                                                                 | 1671       | olio su tela        | 98,1×78,1 cm | Museo Nazionale di Belle Arti                                                          | 3La Valletta | |
|         | Martirio di Santa Caterina d'Alessandria |            | olio su tela        |              | Museo Nazionale di Belle Arti                                                          | La Valletta  | |
|         | Incredulità di San Tommaso |            | olio su tela        |              | Museo Nazionale di Belle Arti                                                          | La Valletta  | |
|         | Gesù e la Samaritana |            |                     |              | Museo Nazionale di Belle Arti                                                          | La Valletta  | |
|         | Battesimo di Gesù |            |                     |              | Museo Nazionale di Belle Arti                                                          | La Valletta  | |
|         | Lot e le figlie |            |                     |              | Museo Nazionale di Belle Arti                                                          | La Valletta  | |
|         | Ebbrezza di Noè |            |                     |              | Museo Nazionale di Belle Arti                                                          | La Valletta  | |
|         | Decollazione di Santa Caterina |            |                     |              | Palazzo del Gran Maestro                                                               | La Valletta  | |
|         | Decollazione di Santa Caterina |            |                     |              | Appartamenti del Gran Priore                                                           | La Valletta  | Originariamente collocato nel palazzo Magistrale, sede del Gran Maestro dell'Ordine a La Valletta                               |
|         | Autoritratto |            |                     |              | Appartamenti del Gran Priore                                                           | La Valletta  | |
|         | Ciclo, dipinti raffiguranti episodi tratti dal Vecchio Testamento |            |                     |              | Appartamenti del Gran Priore                                                           | La Valletta  | |
|         | Ciclo, dipinti raffiguranti episodi tratti dal Nuovo Testamento |            |                     |              | Appartamenti del Gran Priore                                                           | La Valletta  | |
|         | Ciclo, dipinti raffiguranti episodi su Alessandro Magno |            |                     |              | Appartamenti del Gran Priore                                                           | La Valletta  | |
|         | Ciclo, dipinti raffiguranti episodi sulla Regina Tomiri |            |                     |              | Appartamenti del Gran Priore                                                           | La Valletta  | |
|         | Crocifissione |            |                     |              | Ospedale dei Cavalieri                                                                 | La Valletta  | |
|         | Pianto di Maria |            |                     |              | Ospedale dei Cavalieri                                                                 | La Valletta  | |
|         | Madonna del Carmelo |            |                     |              | Chiesa di Santa Teresa dell'Ordine dei carmelitani scalzi                              | Cospicua     | |
|         | San Giovanni Battista consegna la spada ai Cavalieri | 1681       |                     |              | Chiesa di Santa Teresa dell'Ordine dei carmelitani scalzi                              | Cospicua     | Oratorio |
|         | Immacolata Concezione con angeli |            |                     |              | Chiesa dell'Immacolata Concezione della Vergine Maria di Sarria                        | Floriana     | |
|         | San Rocco |            |                     |              | Chiesa dell'Immacolata Concezione della Vergine Maria di Sarria                        | Floriana     | |
|         | Santa Rosalia |            |                     |              | Chiesa dell'Immacolata Concezione della Vergine Maria di Sarria                        | Floriana     | |
|         | San Nicola di Bari |            |                     |              | Chiesa dell'Immacolata Concezione della Vergine Maria di Sarria                        | Floriana     | |
|         | San Sebastiano |            |                     |              | Chiesa dell'Immacolata Concezione della Vergine Maria di Sarria                        | Floriana     | |
|         | San Michele combatte contro Satana |            | affresco            |              | Chiesa dell'Immacolata Concezione della Vergine Maria di Sarria                        | Floriana     | Lunetta |
|         | Allegoria dell'Ordine di San Giovanni Battista |            | affresco            |              | Chiesa dell'Immacolata Concezione della Vergine Maria di Sarria                        | Floriana     | Lunetta |
|         | San Filippo Neri incontra San Felice Cappuccino |            |                     |              | Palazzo dell'Inquisizione                                                              | Vittoriosa   | |
|         | Battesimo di Gesù |            |                     |              | Cappella dell'asilo degli Orfani                                                       | Vittoriosa   | |
|         | San Tommaso |            |                     |              | Cappella dell'asilo degli Orfani                                                       | Vittoriosa   | |
|         | Martirio di San Lorenzo |            | olio su tela        |              | Chiesa collegiata di San Lorenzo                                                       | Vittoriosa   | Altare maggiore |
|         | Santa Rosalia |            | olio su tela        |              | Chiesa collegiata di San Lorenzo                                                       | Vittoriosa   | Sacrestia |
|         | Sacra Famiglia con Santa Scolastica, San Benedetto, San Paolo e l'Arcangelo Raffael |            |                     |              | Chiesa di Santa Scolastica dell'Ordine benedettino                                     | Vittoriosa   | |
|         | San Girolamo Penitente |            | olio su tela        |              | Chiesa e oratorio della Congregazione di San Filippo Neri                              | Vittoriosa   | |
|         | Maria Vergine e San Domenico Soriano | 1678       |                     |              | Chiesa di Sant'Andrea                                                                  | Luqa         | |
|         | Martirio di Sant'Andrea Apostolo | 1687       |                     |              | Chiesa di Sant'Andrea                                                                  | Luqa         | |
|         | Assunzione di Maria Vergine | 1669       |                     |              | Chiesa di Sant'Andrea                                                                  | Luqa         | |
|         | Martirio di San Matteo Apostolo | 1688       |                     |              | Chiesa di San Matteo Apostolo                                                          | Qrendi       | Attribuito |
|         | Miracolo di San Nicola di Bari |            |                     |              | Chiesa di San Nicola di Bari                                                           | Siġġiewi     | |
|         | Martirio di Santa Caterina d'Alessandria |            |                     |              | Chiesa di Santa Caterina d'Alessandria                                                 | Żejtun       | Copia dell'omonimo quadro della chiesa di Santa Caterina d'Alessandria di La Valletta                                           |
|         | Apoteosi di Santa Caterina | 1667-1671  | olio su tela        |              | Chiesa di Santa Caterina d'Alessandria                                                 | Zurrieq      | Altare maggiore |
|         | Martirio di Santo Stefano |            | olio su tela        |              | Chiesa di Santa Caterina d'Alessandria                                                 | Zurrieq      | |
|         | Martirio di Sant'Andrea |            | olio su tela        |              | Chiesa di Santa Caterina d'Alessandria                                                 | Zurrieq      | |
|         | Padre Eterno |            | olio su tela ovale  |              | Chiesa di Santa Caterina d'Alessandria                                                 | Zurrieq      | |
|         | Visitazione della Vergine a Santa Elisabetta |            | olio su tela        |              | Chiesa di Santa Caterina d'Alessandria                                                 | Zurrieq      | |
|         | San Rocco |            | olio su tela        |              | Chiesa di Santa Caterina d'Alessandria                                                 | Zurrieq      | |
|         | San Biagio di Sebaste |            | olio su tela        |              | Chiesa di Santa Caterina d'Alessandria                                                 | Zurrieq      | |
|         | San Domenico |            | olio su tela        |              | Chiesa di Santa Caterina d'Alessandria                                                 | Zurrieq      | |
|         | San Nicola di Tolentino |            | olio su tela        |              | Chiesa di Santa Caterina d'Alessandria                                                 | Zurrieq      | |
|         | Nostra Signora delle Grazie e Santi |            | olio su tela        |              | Chiesa di Santa Caterina d'Alessandria                                                 | Zurrieq      | Transetto |
|         | San Giorgio e il drago | 1678       |                     |              | Basilica di San Giorgio                                                                | Victoria     | Altare maggiore |
|         | Madonna delle Grazie e le Anime Sante del Purgatorio | 1687 circa |                     |              | Basilica di San Giorgio                                                                | Victoria     | |
|         | San Publio di Malta |            |                     |              | Collegiata di San Paolo                                                                | Victoria     | |
|         | Sant'Agostino con San Giovanni Battista e Guglielmo d'Aquitania |            |                     |              | Chiesa e convento dell'Ordine di Sant'Agostino                                         | Victoria     | |
|         | San Michele Arcangelo doma Lucifero |            |                     |              | Chiesa di San Michele Arcangelo                                                        | Lija         | |
|         | Santi Angeli |            | affreschi           |              | Chiesa di San Michele Arcangelo                                                        | Lija         | |
|         | Trasfigurazione di Gesù | 1698       |                     |              | Chiesa della Trasfigurazione di Gesù o del Salvatore                                   | Lija         | |
|         | San Luca Evangelista |            |                     |              | Chiesa della Trasfigurazione di Gesù o del Salvatore                                   | Lija         | |
|         | San Matteo Evangelista |            |                     |              | Chiesa della Trasfigurazione di Gesù o del Salvatore                                   | Lija         | |
|         | Vergine con Bambino con San Pietro, San Nicola di Bari e l'Arcangelo Raffaele |            |                     |              | Chiesa della Natività della Vergine Maria                                              | Lija         | |
|         | Martirio di San Giorgio |            | olio su tela        |              | Chiesa di San Giorgio                                                                  | Qormi        | |
|         | Padre Eterno |            | olio su tela        |              | Chiesa di San Giorgio                                                                  | Qormi        | |
|         | Vergine con il Bambino, san Luca e i vescovi discepoli di san Paolo: Aristarco di Tessalonica, Crescente, Paolo di Narbona eTrofimo di Arles                                           | 1698-1699  | olio su tela        |              | Cattedrale di San Paolo                                                                | Mdina        | Eseguito con la collaborazione di esponenti di bottega, opera presente sull'altare della Cappella di San Luca                   |
|         | Vergine con bambino raffigurata con San Gaetano, San Giuseppe, San Filippo Neri e San Nicola di Bari                                                                                   | 1698-1699  | olio su tela        |              | Cattedrale di San Paolo                                                                | Mdina        | Eseguito con la collaborazione di esponenti di bottega, opera presente sull'altare della Cappella di San Gaetano                |
|         | Martirio di San Publio nella fossa dei leoni | 1695       | olio su tela        |              | Cattedrale di San Paolo                                                                | Mdina        | Eseguito con la collaborazione di esponenti di bottega, opera presente sull'altare della Cappella di San Publio                 |
|         | Battesimo di San Publio |            | olio su tela        |              | Cattedrale di San Paolo                                                                | Mdina        | Adiacenze della cantoria |
|         | Miracolo della vipera |            | olio su tela        |              | Cattedrale di San Paolo                                                                | Mdina        | |
|         | Guarigione del padre di San Publio |            | olio su tela        |              | Cattedrale di San Paolo                                                                | Mdina        | |
|         | Annunciazione | 1698       | olio su tela        |              | Cattedrale di San Paolo                                                                | Mdina        | Eseguito con la collaborazione di esponenti di bottega                                                                          |
|         | Apparizione di San Paolo | 1698       | olio su tela        |              | Museo della Cattedrale di San Paolo                                                    | Mdina        | |
|         | Conversione di San Paolo sulla strada di Damasco |            | olio su tela        |              | Cattedrale di San Paolo                                                                | Mdina        | |
|         | Naufragio di San Paolo sulle coste maltesi |            | affresco            |              | Cattedrale di San Paolo                                                                | Mdina        | |
|         | San Pietro Crocifisso |            | affresco            |              | Cattedrale di San Paolo                                                                | Mdina        | |
|         | San Paolo Decollato |            | affresco            |              | Cattedrale di San Paolo                                                                | Mdina        | |
|         | San Paolo sprona i maltesi nell'attacco contro i turchi |            | affresco            |              | Cattedrale di San Paolo                                                                | Mdina        | |
|         | Angelo custode | 1702       | olio su tela        |              | Cattedrale di San Paolo                                                                | Mdina        | Opera della bottega |
|         | Spirito Santo | 1702       | olio su tela        |              | Cattedrale di San Paolo                                                                | Mdina        | Opera della bottega |
|         | Beata Vergine Maria con San Pietro, San Benedetto e Santa Scolastica | 1682       |                     |              | Chiesa di San Pietro e monastero di religiose dell'Ordine di San Benedetto             | Mdina        | |
|         | Vergine con Bambino raffigurata con San Giovanni Battista e San Publio |            |                     |              | Chiesa collegiata di San Paolo                                                         | Rabat        | |
|         | Lapidazione di Santo Stefano |            |                     |              | Chiesa collegiata di San Paolo                                                         | Rabat        | |
|         | San Michele Arcangelo |            |                     |              | Chiesa collegiata di San Paolo                                                         | Rabat        | |
|         | Sant'Agostino |            |                     |              | Chiesa di San Marco del convento dell'Ordine di Sant'Agostino                          | Rabat        | |
|         | San Giovanni da San Facondo |            |                     |              | Chiesa di San Marco del convento dell'Ordine di Sant'Agostino                          | Rabat        | |
|         | San Pietro Penitente |            |                     |              | Museo del Collegio Wignancourt                                                         | Rabat        | |
|         | Vergine con Bambino con San Giovanni Battista e Sant'Antonio Abate |            |                     |              | Palazzo Verdala                                                                        | Rabat        | |
|         | San Nicola |            |                     |              | Palazzo Verdala                                                                        | Rabat        | |
|         | San Raffaele |            |                     |              | Palazzo Verdala                                                                        | Rabat        | |
|         | Angelo Custode | 1670       | olio su tela        |              | Chiesa Stella Maris e Cappella della Vergine delle Divine Grazie                       | Sliema       | |
|         | Riposo in Egitto | 1660 circa | olio su tela        |              | Chiesa Stella Maris e Cappella della Vergine delle Divine Grazie                       | Sliema       | |
|         | Angelo Custode |            | olio su tela        |              | Chiesa del Santissimo Nome di Maria                                                    | Sliema       | |
|         | Beata Vergine Maria con Santo Bambino |            | olio su tela        |              | Chiesa del Santissimo Nome di Maria                                                    | Sliema       | |